# غلاف أول يوم

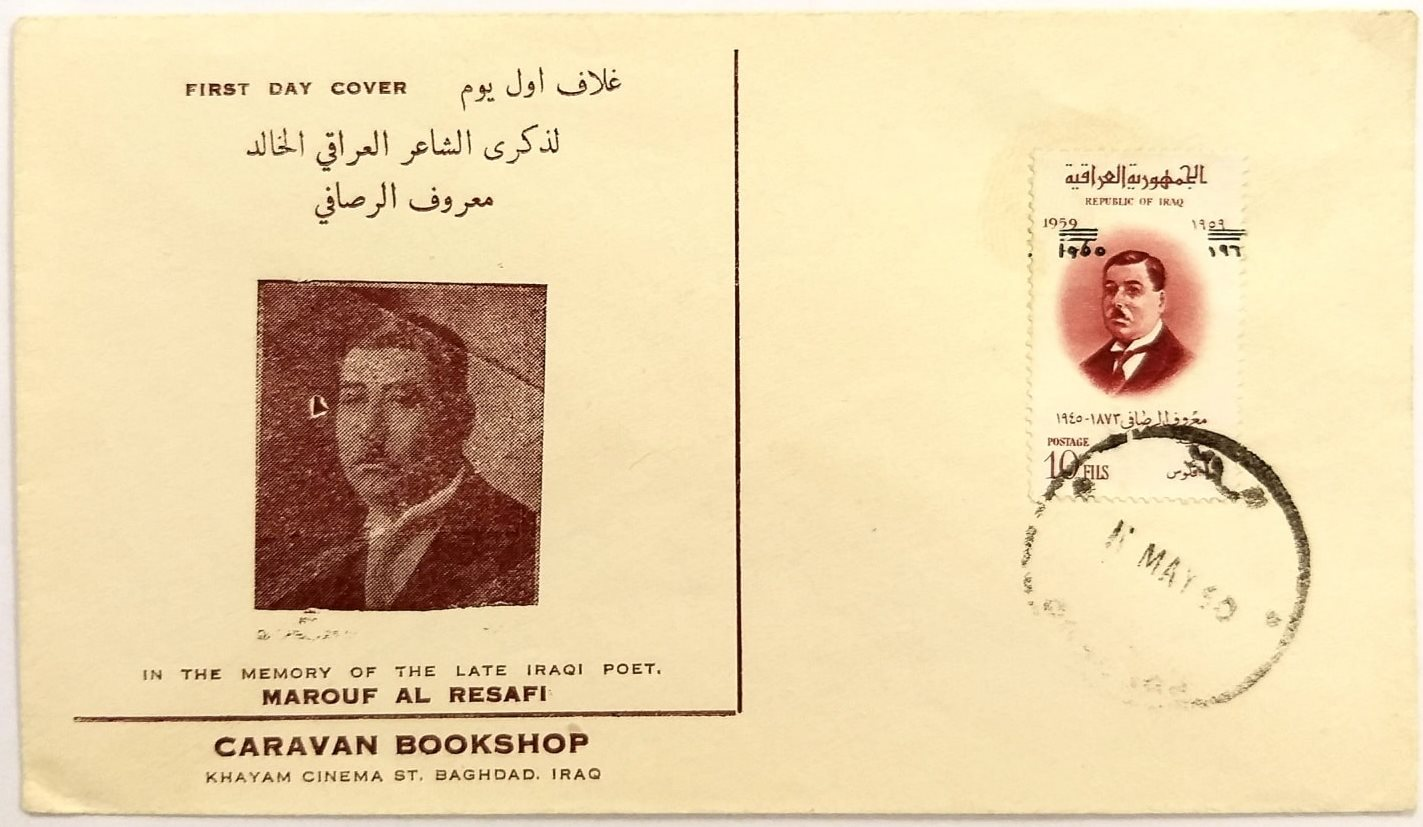
غلاف أول يوم لطابع بريدي للشاعر العراقي معروف الرصافي صدر عام 1960.

غلاف أول يوم (بالإنجليزية: first day cover) هو تقليد تقوم به دوائر البريد لتوثيق أول يوم لاصدار الطابع الجديد ويقتنيه هواة جمع الطوابع لتوثيق ذلك اليوم. ويكون عبارة عن طابع بريد أو طوابع تلصق على بطاقة بريدية بتصميم أو بدون تصميم وتختم بختم خاص يوثق اسم الطابع أو مناسبته مع تاريخ الصدور باليوم والشهر والسنة. وهو تقليد عالمي متبع، ويصدر هذا الغلاف من قبل البريد أو جمعية هواة الطوابع أو من الشركات التي تتعامل بتجارة الطوابع أو الاشخاص. وعادة يتم طرح كمية محدودة وهناك شبه اتفاق على اتخاذ العدد 100 ظرف ويتلف الختم بعدها. وكانت العادة المتبعة في جمعيات الهواة الاوربية تقديم غلاف أول يوم كهدية للأعضاء ويقام احتفال بالمناسبة.
عادةً ما يكون هناك ختم بريدي لليوم الأول من الإصدار، وغالبًا ما يكون ختمًا مصورًا، يشير إلى المدينة والتاريخ الذي صدرت فيهِ المادة لأول مرة، وغالبًا ما يستخدم "اليوم الأول من الإصدار" للإشارة إلى هذا الختم البريدي. واعتماداً على سياسة الدولة التي أصدرت الطابع، قد يتم أحياناً وضع ختم اليوم الأول البريدي الرسمي على الأغلفة بعد أسابيع أو أشهر من التاريخ المشار إليه.
وقد تقيم السلطات البريدية احتفالاً في اليوم الأول لإثارة الدعاية للإصدار الجديد، حيث يكشف مسؤولو البريد عن الطابع، ويحضره أشخاص على صلة به، مثل أحفاد الشخص الذي يكرمه الطابع. وقد يقام الحفل أيضاً في مكان له صلة خاصة بموضوع الطابع، مثل مكان ميلاد حركة اجتماعية أو في معرض للطوابع.

## التاريخ

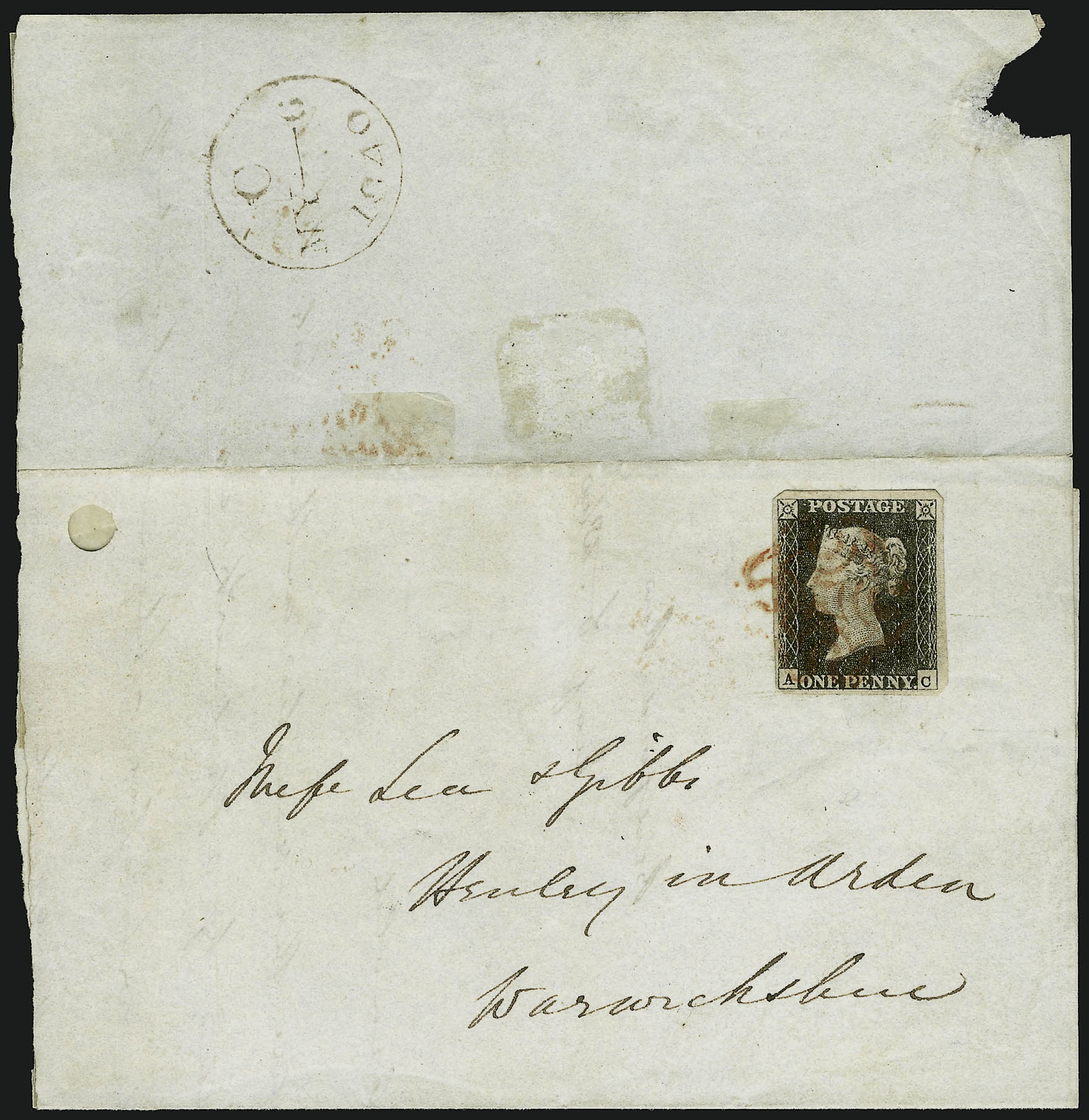
تم التحقق من غلاف اليوم الأول لأول طابع بريد في العالم، وهو طابع "بيني بلاك"، الذي استُخدم في 6 مايو 1840 من خلال الختم الموجود على الغلاف الخلفي

قبل عام 1840، كانت تكاليف البريد قبل عام 1840 مرتفعة للغاية وكان يدفعها عادةً الشخص الذي يتلقى البريد. وكانت التكلفة تقاس بعدد الأوراق التي يحتويها الخطاب والمسافة التي يجب أن يقطعها الخطاب. وكان ذلك يصل أحياناً إلى مبلغ كبير جداً. حسب السير رولاند هيل أن التكلفة التي كان يدفعها مكتب البريد أقل بكثير مما كان يدفعه بعض الناس لإرسال أو استقبال بريدهم؛ وكان هذا الرقم مجرد جزء بسيط من دولار واحد. كان هيل يعتقد أن إرسال البريد يجب أن يكون في متناول الجميع، لذا اقترح أن تكون رسوم البريد مدفوعة مسبقًا، على أساس الوزن وليس على أساس عدد الأوراق، وأن تخفض التكلفة بشكل كبير. في 10 يناير 1840 صدر ختم بريدي موحد بقيمة 1 بنس والذي سمح بتعميم سعر البريد ببنس واحد، وكان هذا الختم البريدي مدفوع الثمن ويطبق عند إرسال الرسالة. وتقرر فيما بعد أن يستعمل ملصق لاصق لمنع التزوير وسوء استخدام الخدمة البريدية وحينها ولد طابع البنس الأسود. حيث صدر رسمياً للبيع في 6 مايو 1840؛ ومع ذلك، أصدرت العديد من مكاتب البريد التي تلقت الطوابع قبل ذلك التاريخ الطوابع في وقت مبكر. ومن المعروف أن مدينة باث أصدرت الطوابع في 2 مايو 1840. وهنا بدأت أول غلافات اليوم الأول.